# Göd
Göd – miasto na Węgrzech, w komitacie Pest, w powiecie Dunakeszi.
W mieście urodził się rzeźbiarz András Beck.

## Wypoczynek
Göd jest miejscowością wypoczynkową i uzdrowiskową. Znajduje się tu kompleks spa z basenami termalnymi otwarte cały rok. Niegdyś otwarty był tu pięciogwiazdkowy hotel z polem golfowym

## Transport
Przebiega tędy Autostrada M2 (w budowie, jej tymczasowe oznaczenie to droga 2/A).

## Miasta partnerskie
Źródło
- Marignane, Francja
- Janoŝi, Ukraina
- Paleu, Rumunia
- Monthey, Szwajcaria